# Дикая сила
«Ди́кая си́ла» (1916) — немой художественный фильм Бориса Чайковского по сценарию Анны Мар.
Премьера состоялась 29 мая 1916 года. Фильм сохранился не полностью, без надписей.

## Сюжет
В центре сюжета — драматическая история девушки, ставшей жертвой насилия и побоявшейся сказать правду своему жениху.

Гуго Валевский — человек уже немолодой, личная жизнь которого прошла как деловой день, знакомится в доме своей бывшей гувернантки — тёти Басси с её племянницей Эддой. Юная чистая девушка производит на него сильное впечатление. Делец, всю жизнь проживший без любви, чувствует себя побежденным нежной лаской и доверчивостью молодой девушки. Скоро после первого знакомства Гуго делает Эдде предложение и получает согласие.
В окрестностях дачи, где живёт до свадьбы Эдда с тетей Басси, скитается несчастный помешанный Симон-дурачок. При встрече Эдда ласково обошлась с ним, и несчастный, привыкший встречать всюду только насмешку и обиды, горячо к ней привязывается. Его постоянно тянет к окну Эдды, но тётя Басси, боясь сумасшедшего, прогоняет его. Однажды ночью Симон снова пробирается к окну Эдды и, найдя его открытым, влезает в комнату. Движимый проснувшимся инстинктом пола, помешанный овладевает не успевшей прийти в себя от ужаса девушкой.
Приехавший на следующий день Гуго поражен необычайным настроением Эдды. «Ты прощаешь женщине её прошлое?» — спрашивает она его. «Никогда», — отвечает Гуго, смеясь над странными вопросами своей фантазёрки-невесты. Он не подозревает, что для Эдды это вопрос жизни и что своим ответом он решил её участь. Ночью, написав прощальное письмо Гуго, она бросается в реку.
— "Проектор", 1916, № 11/12, стр. 23

## В ролях
- Александра Ребикова — Эдда
- Александр Гейрот — Гуго Валевский
- Мария Халатова — Тётя Басси
- Андрей Сотников — Симон, дурачок

## Критика
В рецензии «Вестника кинематографии» (1916, № 118, с. 8) указано, что «поставлена картина красиво». Отмечалось, что «нежный и прекрасный образ девушки дала А. В. Ребикова», «интересным актёром для экрана показал себя А. А. Гейрот», «жуткую фигуру Симона-дурачка дал в гриме и игре А. Н. Сотников».
Киновед Ирина Гращенкова оценила этот фильм как предчувствие будущих потрясений в России.

История о том, как рухнуло счастье молодой, любящей девушки, ставшей жертвой насилия, превратилась в иносказание, в мистическую драму о тёмных, разрушительных инстинктах, правящих миром. Это был сюжет-предчувствие, сюжет-предсказание грядущих потрясений, насилия, надругательства над Россией.
— Гращенкова И.Н. Кино Серебряного века, 2005,  стр. 209